# Speyeria sakuntala
Speyeria sakuntala är en fjärilsart som beskrevs av Skinner 1911. Speyeria sakuntala ingår i släktet Speyeria och familjen praktfjärilar. Inga underarter finns listade i Catalogue of Life.